# Pleocnemia megaphylla
Pleocnemia megaphylla är en ormbunkeart som beskrevs av Holtt. Pleocnemia megaphylla ingår i släktet Pleocnemia och familjen Tectariaceae. Inga underarter finns listade.